# La macchina del vento
La macchina del vento  è un romanzo scritto da Wu Ming 1, pubblicato da Einaudi nel 2019.
Il romanzo, ambientato a Ventotene negli anni della dittatura fascista racconta la storia al confino del socialista ferrarese Erminio Squarzanti e del fisico romano Giacomo Pontercorboli. 
I due protagonisti, personaggi di fantasia, si muovono nel contesto accuratamente ricostruito del confino di Ventotene, e incrociano alcune figure storiche dell'antifascismo: Sandro Pertini, Eugenio Colorni, Altiero Spinelli, Umberto Terracini, Pietro Secchia, Mauro Scoccimarro e molti altri.
La macchina del vento è dedicato in memoriam al fumettista e street artist torinese Alessandro Caligaris.

## Edizioni
- Wu Ming 1, La macchina del vento, collana Stile Libero BIG, Einaudi, 2019, ISBN 978-88-06-24080-6.